# Sizilien-Spitzmaus
Die Sizilien-Spitzmaus (Crocidura sicula) ist eine Spitzmausart der Gattung der Weißzahnspitzmäuse. Sie ist auf Sizilien (Italien) und Gozo (Malta) heimisch. Ihr natürlicher Lebensraum sind gemäßigte, mit Sträuchern bewachsene Flächen. Die Art wird von der IUCN als nicht gefährdet eingestuft.

## Verbreitung und Lebensraum
Diese Art ist auf Sizilien, Ustica, den Ägadischen Inseln und Gozo heimisch. Sie bewohnt eine offene Umgebung mit Garigue, Sträuchern oder weiterem Gestrüpp, aber auch Korkeichen- oder Buchenwäldern in einer Höhe bis zu 1800 m über dem Meeresspiegel. Gelegentlich ist sie auch in Zitrushainen und in der Nähe des Menschen, wie z. B. in Siedlungen und Dörfern zu finden.

## Unterarten
Es sind vier Unterarten von Crocidura sicula bekannt:
- Crocidura sicula sicula – auf Sizilien[2]
- Crocidura sicula aegatensis – auf den Ägadischen Inseln[2]
- Crocidura sicula calypso – auf Gozo[2]
- Crocidura sicula esuae – ein Fossil aus dem Mittelpleistozän, das auf Sizilien gefunden wurde